# Fuente el Olmo de Fuentidueña
Fuente el Olmo de Fuentidueña ist ein Ort und eine nordspanische Gemeinde (municipio) mit 395 Einwohnern (Stand: 2024) in der Provinz Segovia in der Autonomen Gemeinschaft Kastilien-León.

## Lage und Klima
Die Gemeinde Fuente el Olmo de Fuentidueña liegt etwa 51 km (Fahrtstrecke) nordnordöstlich von Segovia in einer mittleren Höhe von ca. 850 m. Das Klima ist im Winter rau, im Sommer dagegen gemäßigt bis warm; Regen (ca. 499 mm/Jahr) fällt übers Jahr verteilt.

## Bevölkerungsentwicklung
| Jahr      | 1970 | 1981 | 1991 | 2001 | 2011 | 2021 |
| Einwohner | 401  | 261  | 220  | 143  | 164  | 152  |

## Sehenswürdigkeiten

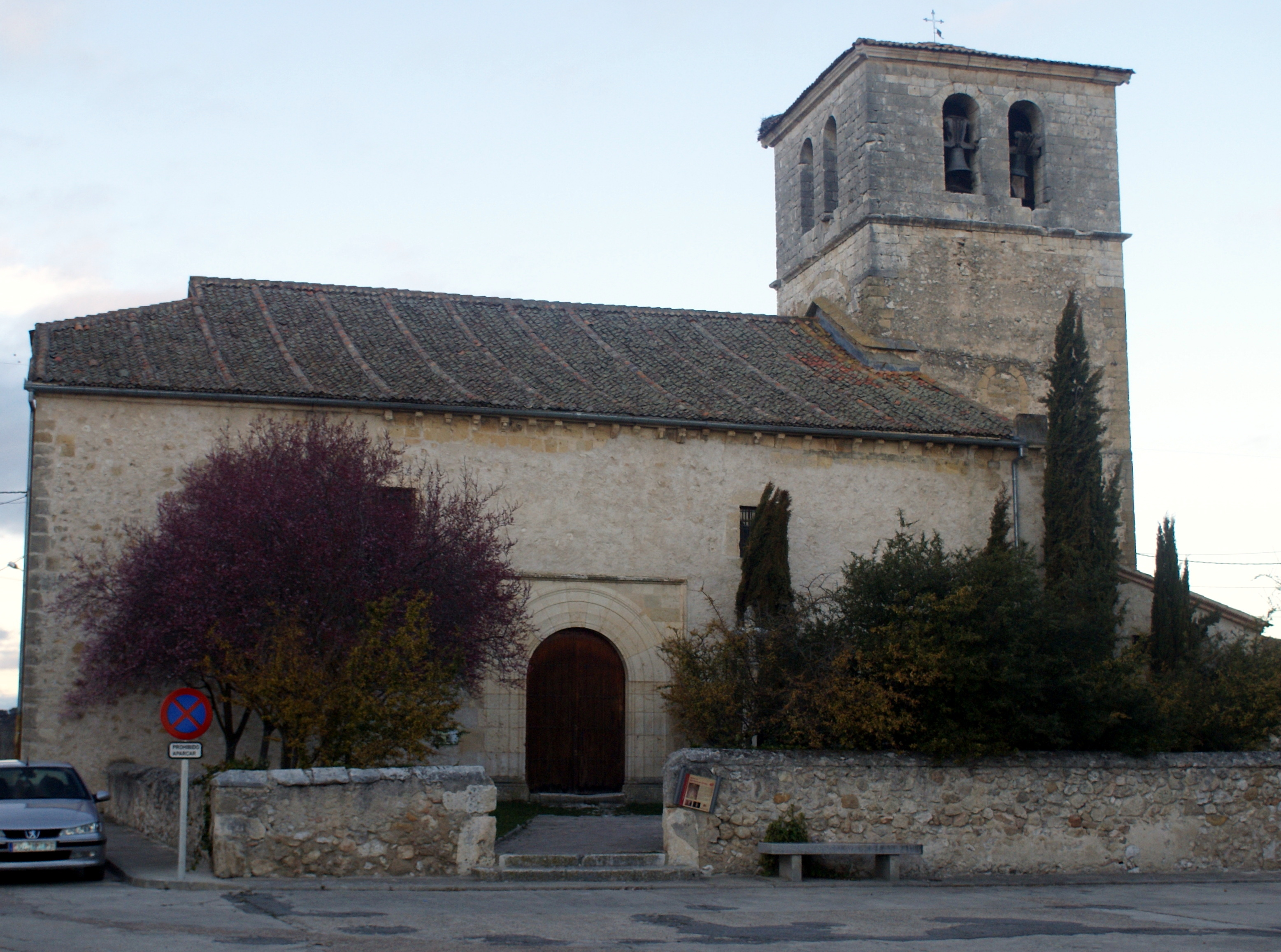
Peterskirche
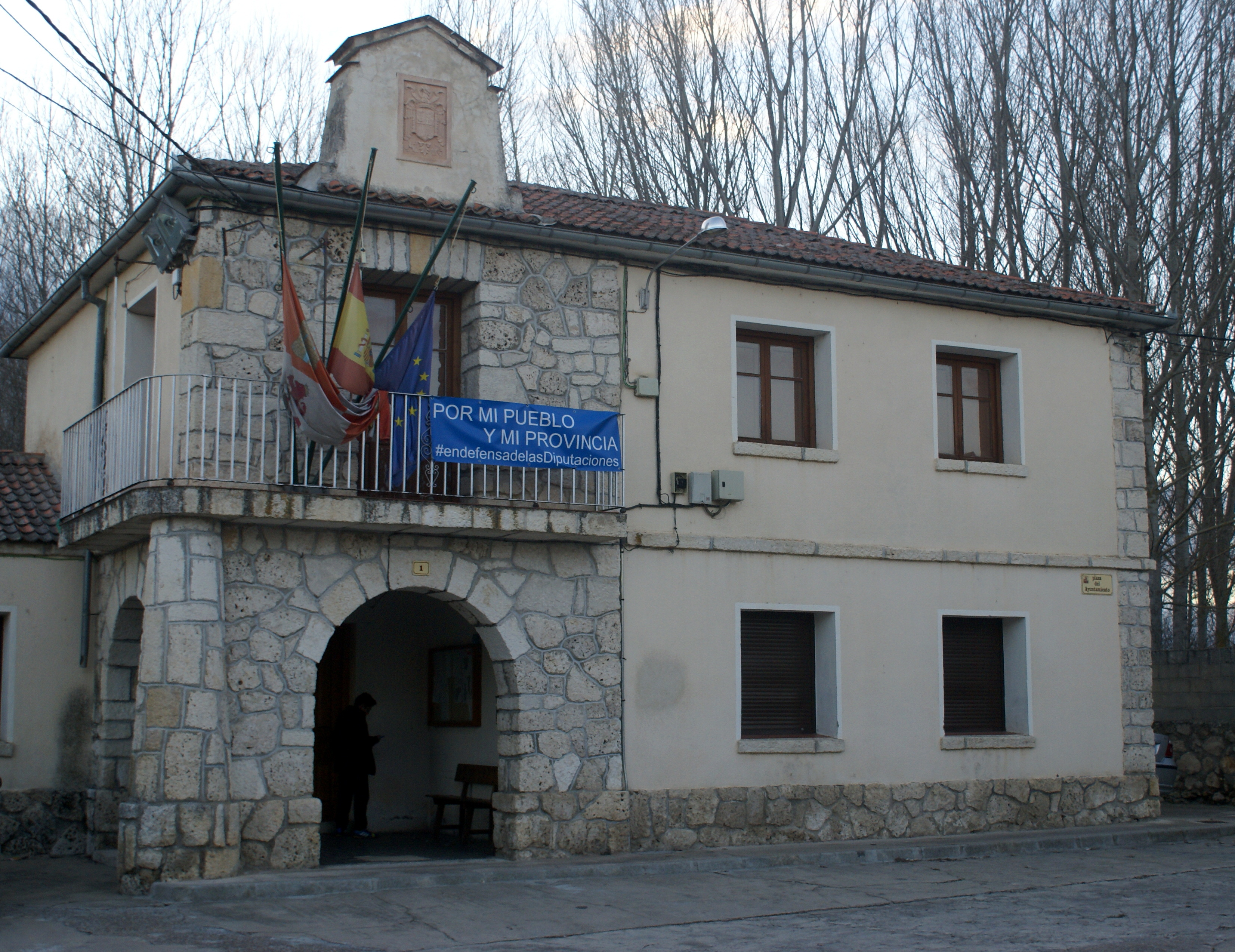
Rathaus

- Peterskirche
- Rathaus